# Cacteen-Verzeichniss
Cacteen-Verzeichniss (abreviado Cact.-Verz.) es un libro con ilustraciones y descripciones botánicas que fue escrito por el horticultor, y botánico alemán Friedrich Adolph Haage y publicado en el año 1859.